# Stanlio & Ollio (film)
Stanlio & Ollio (Stan & Ollie) è un film del 2018 diretto da Jon S. Baird.
La pellicola, adattamento cinematografico del libro Laurel & Hardy - The British Tours di 'A.J.' Marriot, narra le vicende del celebre duo comico Stanlio e Ollio, interpretati rispettivamente da Steve Coogan e John C. Reilly, alle prese col loro tour di rilancio del 1953.

## Trama
Nel 1937, durante la produzione del film I fanciulli del West, Laurel e Hardy sono all'apice del successo; tuttavia i rapporti tra Laurel e Hal Roach, loro storico produttore sono molto tesi: Stan ritiene i compensi non all'altezza degli introiti generati dai loro film, e intende minacciare la rescissione dei loro contratti per proporsi con Oliver a un'altra casa di produzione. L'amico, più accomodante, suggerisce di limitarsi a richiedere un ritocco del loro ingaggio; in effetti Roach utilizza una clausola del contratto di Stan, che gli impone un'altissima penale economica per la cattiva pubblicità causata allo studio dalla sua turbolenta vita privata; Laurel, a sua volta, non nasconde il suo disprezzo nei confronti di Roach, a causa della sua ammirazione per Benito Mussolini e dei suoi controversi legami d'affari con il regime fascista, mal visto per l'utilizzo di armi chimiche nella Guerra d'Etiopia. Giunto al termine del contratto, Stan ne negozia uno con la 20th Century Fox per sé e Oliver; questi, tuttavia, legato da un accordo individuale con Roach, accetta a malincuore di girare il film Zenobia in coppia con Harry Langdon, e non si presenta all'appuntamento per la firma del nuovo contratto. Questo causa una frattura tra i due amici.
16 anni dopo, i due attori sono invecchiati e in cattiva salute: Stan è diabetico, mentre Oliver e ha problemi di ipertensione dovuti alla sua obesità. Stan lavora alla sceneggiatura di un film comico basato sulla storia di Robin Hood, ma Harold J. Miffin, il produttore, continua a rifiutarla; bisognosi di denaro, i due accettano malvolentieri di effettuare una tournée teatrale nel Regno Unito e in Irlanda. Costretti a sistemarsi in alloggi non all'altezza della loro precedente fama, si trovano a recitare in teatri di second'ordine per un pubblico esiguo. La loro stella sembra definitivamente tramontata e la tournée destinata a una conclusione precoce, ma il loro impresario, Bernard Delfont, organizza alcune apparizioni pubblicitarie, che poco a poco suscitano l'interesse di un ampio pubblico. Questo riporta la serenità tra i due, che cominciano a sognare il ritorno al cinema con un progetto di un film comico su Robin Hood. Lo spettacolo giunge a Londra, dove hanno sede gli uffici di Miffin; Laurel tuttavia è irritato per l'ostinato silenzio in cui si trincea il produttore del film, non rispondendo alle lettere. Così  gli fa una visita a sorpresa in ufficio, scoprendo così che il film è stato cancellato. Pur molto deluso, Stan non ha il coraggio di riferirlo a Oliver, e i due continuano a scrivere e provare le gag, come se nulla fosse; pian piano, tuttavia, Oliver diventa insofferente al mancato inizio delle riprese, credendo in un tradimento.
Le tensioni tra i due crescono finché, durante un party, i due amici hanno una drammatica discussione: Stan accusa Oliver di essere privo del talento necessario per avere successo da solo, rinfacciandogli di aver girato Zenobia con un'altra spalla; Oliver accusa Stan di non aver mai creduto davvero nella loro coppia. Nonostante la loro amicizia sembri terminata, la tournée prosegue. Mentre presenziano a un concorso di bellezza a Worthing, Oliver ha un attacco di cuore e sviene; soccorso da Stan, viene messo a riposo forzato. A questo punto Oliver, sconfortato, decide di annunciare il suo ritiro definitivo dalle scene e dispone il rientro negli Stati Uniti; Delfont fa pressioni su Stan perché continui gli spettacoli con Nobby Cook, noto comico. In un primo momento Stan accetta, ma si ritira durante lo spettacolo di debutto.
La tournée parrebbe a questo punto irrimediabilmente compromessa, ma inaspettatamente Oliver si presenta da Stan e gli annuncia di voler proseguire con le esibizioni; i due amici hanno così modo di riconciliarsi: Stan trova finalmente il coraggio di confessare la verità sul film di Robin Hood, ma Oliver gli rivela di averlo intuito già da tempo. Nelle ultime tappe della tournée, i due vengono accolti trionfalmente e si esibiscono con grande successo: pur sconsigliato da Stan, Oliver non rinuncia ai numeri fisicamente più impegnativi e recita senza risparmiarsi, visibilmente affaticato e con la salute in irreversibile declino. Nonostante l'apprensione per la salute dell'amico, Stan non lo ferma ed i due finiscono serenamente la loro ultima esibizione.
Un epilogo racconta che, dopo l'ultimo loro spettacolo, nessuno dei due attori recitò mai più. Dopo la morte di Oliver, nel 1957, Stan proseguì, fino alla sua morte nel 1965, a scrivere sceneggiature per il duo comico Stanlio e Ollio.

## Promozione
Il primo trailer in lingua originale del film è stato diffuso il 18 settembre 2018 mentre quello italiano è stato pubblicato il 28 marzo 2019.

## Distribuzione
La pellicola è stata presentata al BFI London Film Festival il 21 ottobre 2018 e distribuita nelle sale cinematografiche statunitensi a partire dal 28 dicembre 2018, nelle sale britanniche dall'11 gennaio 2019 ed in quelle italiane dal 1º maggio 2019.

## Accoglienza

### Incassi
Il film ha incassato 5,4 milioni di dollari nel Nord America e 24,4 in tutto il mondo.

### Critica
Sull'aggregatore Rotten Tomatoes il film riceve il 93% delle recensioni professionali positive con un voto medio di 7,6 su 10 basato su 226 critiche, mentre su Metacritic ottiene un punteggio di 75 su 100 basato su 41 critiche.

## Riconoscimenti
- 2019 - Golden Globe[9]
  - Candidatura per il miglior attore in un film commedia o musicale a John C. Reilly
- 2018 - British Independent Film Awards[10]
  - Candidatura per il miglior attore a Steve Coogan
  - Candidatura per la miglior attrice non protagonista a Nina Arianda
  - Candidatura per il miglior produttore esordiente a Faye Ward
  - Candidatura per il miglior casting a Andy Pryor
  - Candidatura per i migliori costumi a Guy Sperenza
  - Candidatura per il miglior trucco e acconciature a Mark Coulier e Jeremy Woodhead
  - Candidatura per la miglior scenografia a John Paul Kelly
- 2018 - San Diego Film Critics Society Awards[11]
  - Body of Work a John C. Reilly
  - Candidatura per la miglior attrice non protagonista a Nina Arianda
  - Candidatura per i migliori costumi a Guy Sperenza
  - Candidatura per la miglior scenografia a John Paul Kelly
- 2019 - British Academy Film Awards[12][13]
  - Candidatura per il miglior film britannico
  - Candidatura per il miglior attore a Steve Coogan
  - Candidatura per il miglior trucco e acconciatura a Mark Coulier e Jeremy Woodhead
- 2019 - Critics' Choice Awards[14]
  - Candidatura per il miglior attore in un film commedia a John C. Reilly